# Franz-Felix-See

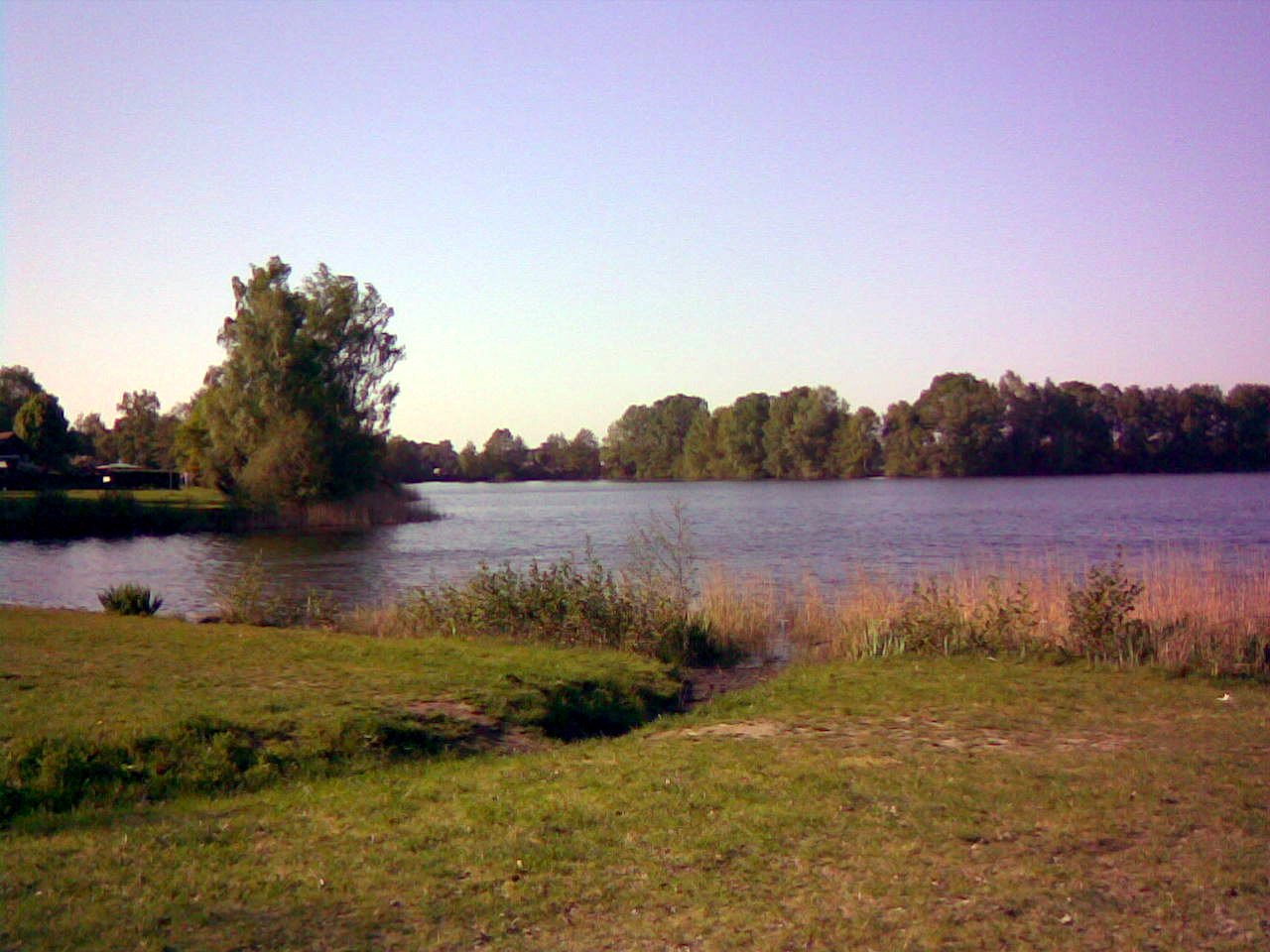
Südufer des Franz-Felix-Sees

Der Franz-Felix-See liegt östlich von Greven im Kreis Steinfurt (Nordrhein-Westfalen) und wurde nach seinen beiden Eigentümern Felix Reismann und Franz Große Sundrup benannt. Im Sprachgebrauch wird der See auch einfach nur Felix-See genannt.
Durch den Ausbau der A 1 entstanden, hat ihn seit 1967 der Angelsportverein Greven gepachtet. Im See befindet sich eine große Anzahl einheimischer Fischarten; der Angelsport ist ganzjährig freigegeben. Das Baden ist dort verboten.